# Манчестер (Оклахома)
Манчестер (енгл. Manchester) град је у америчкој савезној држави Оклахома.

## Демографија
По попису из 2010. године број становника је 103, што је 1 (-1,0%) становника мање него 2000. године.
| Група             | 2000.       | 2010.      |
| Белци             | 103 (99,0%) | 98 (95,1%) |
| Афроамериканци    | 0 (0,0%)    | 0 (0,0%)   |
| Азијати           | 0 (0,0%)    | 0 (0,0%)   |
| Хиспаноамериканци | 0 (0,0%)    | 5 (4,9%)   |
| Укупно            | 104         | 103        |